# Pseudacraea rubrobasalis
Pseudacraea rubrobasalis is een vlinder uit de familie van de Nymphalidae. De wetenschappelijke naam van de soort is voor het eerst voorgesteld door Per Olof Christopher  Aurivillius in een publicatie uit 1903.

## Verspreiding
De soort komt voor in de bossen van  Nigeria, Kameroen, Gabon, Congo Kinshasa (Ituri, Zuid-Kivu) en Oeganda.

## Waardplanten
De rups van deze soort leeft op soorten van het geslacht Synsepalum (A.DC.) Daniell (Sapotaceae).